# Arsène Ade-Mensah
Pour les articles homonymes, voir Mensah.
Arsène Ade-Mensah, né le 6 juillet 1971 à Genève, est un joueur français de basket-ball, évoluant au poste de meneur (1,83 m).

## Biographie
Arsène Ade-Mensah commence sa carrière de joueur professionnel à Antibes en 1990. Surnommé "Petit Python", il s'impose très vite comme le sixième homme antibois. Ses qualités de défenseur et sa rapidité font de lui le complément des meneurs américains : avec Robert Smith, Zoran Sretenović, Franklin Johnson et David Rivers, il mène Antibes au titre de champion en 1995, après avoir été déjà sacré en 1991. Après Antibes, Arsène effectue des essais durant l'été 1995 pour devenir footballeur (à Nice et Toulouse) mais il revient au basket-ball sous le maillot du Paris Basket Racing. Une fois sélectionné en équipe de France, Ade-Mensah joue en Grèce, à l'Olympiakos le Pirée, puis pour l'ASVEL en 2002.

## Carrière

### Clubs
- 1990-1996 :  Olympique d'Antibes Juan-les-Pins (N 1 A et Pro A)
- 1996-1998 :  PSG Racing (Pro A)
- 1998-2000 :  Olympiakos Le-Pirée (ESAKE)
- 2000-2001 :  AC Near East (ESAKE)
- 2001-2002 :  ASVEL Villeurbanne (Pro A)

### Équipe nationale
Ade-Mensah est un joueur international français (4 sélections, 6 points) entre 1993 et 1999.

## Palmarès
- Champion de France en 1991 et 1995 avec Antibes, en 1997 avec Paris Saint Germain Racing et en 2002 avec l'ASVEL
- Médaillé d'argent du Championnat du monde des moins de 22 ans en 1993